# 洛带镇
洛帶镇，是四川省成都市龙泉驿区下辖的一个镇，位于龙泉驿区北部，距成都市区約18公里，全镇面积43平方公里，人口五万余人，下辖10个村（社区）。為國家AAAA級景區。全镇客家人口占85%，为世界客属第二十届恳亲大会的核心分会场之一。

## 历史沿革
洛帶鎮歷史悠久，相傳漢代即成街，名“萬景街”；三國時蜀漢丞相諸葛亮興市，更名為“萬福街”；後因蜀漢後主劉阿鬥的玉帶落入鎮旁八角井而更名為“落帶”（後演變為“洛帶”）。唐宋時隸屬成都府靈泉縣（今龍泉驛區），明朝時改隸簡州（今簡陽），清朝時曾更名為“甑子場”。1950年，簡陽成立第八區，區人民政府駐洛帶江西會館。1955年，洛帶區為簡陽第十四區，轄10個鄉。1976年，洛帶區所轄的十個公社劃歸龍泉，同時撤區建鎮至今。
洛帶在三國時建鎮，傳說因蜀漢後主劉禪的玉帶落入鎮旁的八角井而得名。唐宋時，隸屬成都府靈泉縣（今龍泉驛區），名排東山“三大場鎮”之首。清朝時更名為甄子場，後復原名並沿用至今，是壹個千年古鎮和歷史文化名鎮。鎮內傳說眾多、古跡遍地，場鎮老街以清代建築風格為主，呈“一街七巷子”格局，廣東、江西、湖廣、川北四大客家會館、客家博物館和客家公園坐落其中，是名符其實的“客家名鎮、會館之鄉”。鎮內90%以上的居民為客家人，至今仍講客家話，沿襲客家習俗，被譽為“中國西部客家第一鎮”。

## 行政区划
洛带镇下辖以下地区：
八角井社区、老街社区、长安街社区、菱角堰社区、松林村、柏杨村、岐山村、宝胜村、金龙村和新桥村。

## 節慶
- 水龍節（求雨祭祀活動）
- 火龍節
- 客家祭祖活動（2008年起，開始舉行）
- 客家女儿节

## 特產
- 傷心涼粉
- 古鎮老臘肉
- 天鵝蛋
- 油烫鹅
- 艾蒿馍馍